# فرودگاه اندا سندن
فرودگاه اندا سندن (به انگلیسی: Sandane Airport, Anda) یک فرودگاه همگانی با کد یاتا SDN است که یک باند فرود آسفالت دارد و طول باند آن ۸۰۰ متر است. این فرودگاه در کشور نروژ قرار دارد و در ارتفاع ۶۰ متری از سطح دریا واقع شده است.

## شرکت‌های هواپیمایی و مقصدهای پروازی
| شرکت‌های هواپیمایی | مقصدهای پروازی                                                             |
| ----------------- | -------------------------------------------------------------------------- |
| ویدروئه           | فلسلند برگن، فروده، برینگلند، اورستا-وولدا، گاردرموئن اسلو، سونگدل هاوکاسن |